# 月夜見宮
月夜見宮（つきよみのみや）は、三重県伊勢市宮後にある神社。伊勢神宮豊受大神宮（外宮）の別宮。式内社。

## 祭神
月夜見尊（つきよみのみこと）
月夜見尊荒御魂（つきよみのみことのあらみたま）
月夜見尊は、内宮別宮の月讀宮の祭神である月讀尊と同じ神であり、天照大神（あまてらすおおみかみ）の弟神である。月の満ち欠けに基づく暦（太陰暦）を用いて農作業の計画を立ててきた経緯から、農業にゆかりのある神とされてきた。また、高河原の川の神、女性にゆかりのある神ともされる。『神名秘書』ではご神体を鏡としている。

## 概要

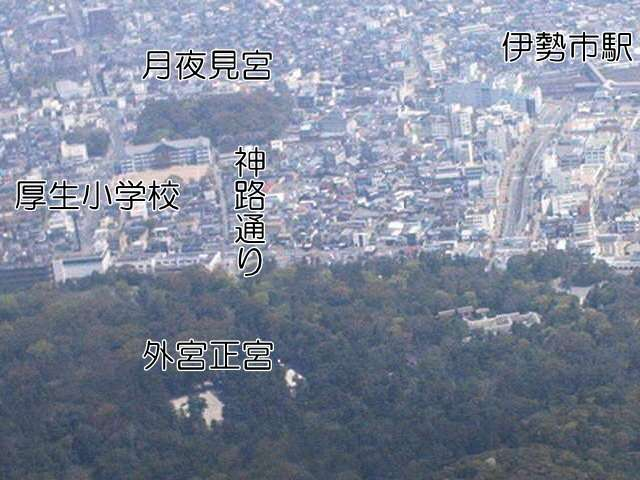
上空から見た月夜見宮

月夜見宮は外宮から北へ約300m、伊勢市駅から西へ約500mにある外宮別宮である。月夜見尊（つきよみのみこと）と、その荒ぶる神霊である月夜見尊荒御魂（つきよみのみことのあらみたま）の2柱の神を同じ社殿に祀る。皇大神宮（内宮）別宮の月讀宮では月讀尊と荒御魂は別の社殿で祀っているが、月夜見宮では同じ社殿で祀るのが特徴である。1の社殿に2柱の神を祀る別宮は他に外宮別宮の風宮（かぜのみや）と内宮別宮の風日祈宮（かざひのみのみや）があり、いずれも祭神は級長津彦命（しなつひこのみこと）と級長戸辺命（しなとべのみこと）である。
外宮の別宮の中では唯一の宮域外にある神社である。伊勢市街地にありながら、境内は静けさが保たれている。境内の三方を取り囲む堀は、宮川の支流の名残と考えられている。堀の北側を通る三重県道37号鳥羽松阪線は、毎年10月の神嘗祭に併せて行われる初穂曳（お伊勢大祭）の会場となり、外宮へ初穂を搬入する奉曳車が通過する。
外宮摂社の高河原神社（たかがわらじんじゃ）が月夜見宮の社殿右側の後方にある。社殿左側の後方には稲荷が祀られている。また右方には大楠があり、祈りを捧げる人もいる。ほかの境外別宮と同様に、神職が参拝時間内に常駐する宿衛屋（しゅくえいや）があり、お札・お守りの授与や、神楽や御饌の取次ぎを行っている。

## 歴史
由緒は定かではないが、古くは高河原（たかがわら）と呼ばれ、農耕の神を祀る神社であったという。第60代醍醐天皇の延長5年（927年）の延喜式では外宮摂社の首位とされた。『止由気宮儀式帳』では「月讀神社」、『延喜式神名帳』では「月夜見神社」、『伊勢大神宮式』では「月夜見社」と記載する。承元4年（1210年）に別宮に昇格した。
明治時代に外宮別宮の「つきよみのみや」は「月夜見宮」、内宮別宮の「つきよみのみや」は「月讀宮」と表記するようになった。1876年（明治9年）の伊勢暴動の際には近隣の町が炎上し、月夜見宮への類焼が懸念されたことから、神体を一時的に風宮に移した。太平洋戦争中の1945年（昭和20年）7月29日に宇治山田空襲があったが、周辺の住宅がすべて焼失した中で軍隊による懸命の消火活動と、萱葺屋根に突き刺さった焼夷弾が不発だったため、月夜見宮の社殿だけが焼け跡に建っているという状態であった。しかし宿衛員嘱託は空襲で命を落とし、宮掌が大火傷を負った。

## 祭事
皇大神宮に準じた祭事が行なわれ、祈年、月次、神嘗、新嘗の諸祭には皇室からの幣帛（へいはく）がある。
- 1月
  - 歳旦祭（さいたんさい）（1月1日） 新年を祝い、皇位の無窮を祈る祭り。
  - 元始祭（げんしさい）（1月3日） 年始にあたり、天津日嗣（あまつひつぎ）の本始を祝う祭り。
- 2月
  - 建国記念祭（けんこくきねんさい）（2月11日） 神武天皇の建国の創祀を祝う祭り。
  - 祈年祭（きねんさい）（2月18日） 年の初めに穀物の豊穣と国家の安泰を祈る祭り。
  - 天長祭（てんちょうさい）（2月23日）徳仁天皇の誕生日を祝う祭り。
- 5月
  - 風日祈祭（かざひのみさい）（5月14日） 外宮内宮のほか、別宮末社摂社などに幣帛を供進し、風雨の災いなく五穀豊穣であるように祈る神事。
- 6月
  - 月次祭（つきなみさい）（6月18-19日） 6月と12月の11日に国家の平安と天皇の福寿を祈った祭り。神宮では神嘗祭と合わせて三節祭または三時祭と呼ぶ。
- 8月
  - 風日祈祭（かざひのみさい）（8月4日） 外宮内宮のほか、別宮末社摂社などに幣帛を供進し、風雨の災いなく五穀豊穣であるように祈る神事。
- 10月
  - 神嘗祭（かんなめさい）（10月18-19日） 神官がその年に収穫された穀物を「大御饌（おおみけ）」として奉献する祭り。
- 11月
  - 新嘗祭（にいなめさい）（11月24日） 天皇がその年に収穫された穀物を神に供えるとともに自らも食し、収穫を感謝する祭り。
- 12月
  - 月次祭（つきなみさい）（12月18-19日）

### 式年遷宮

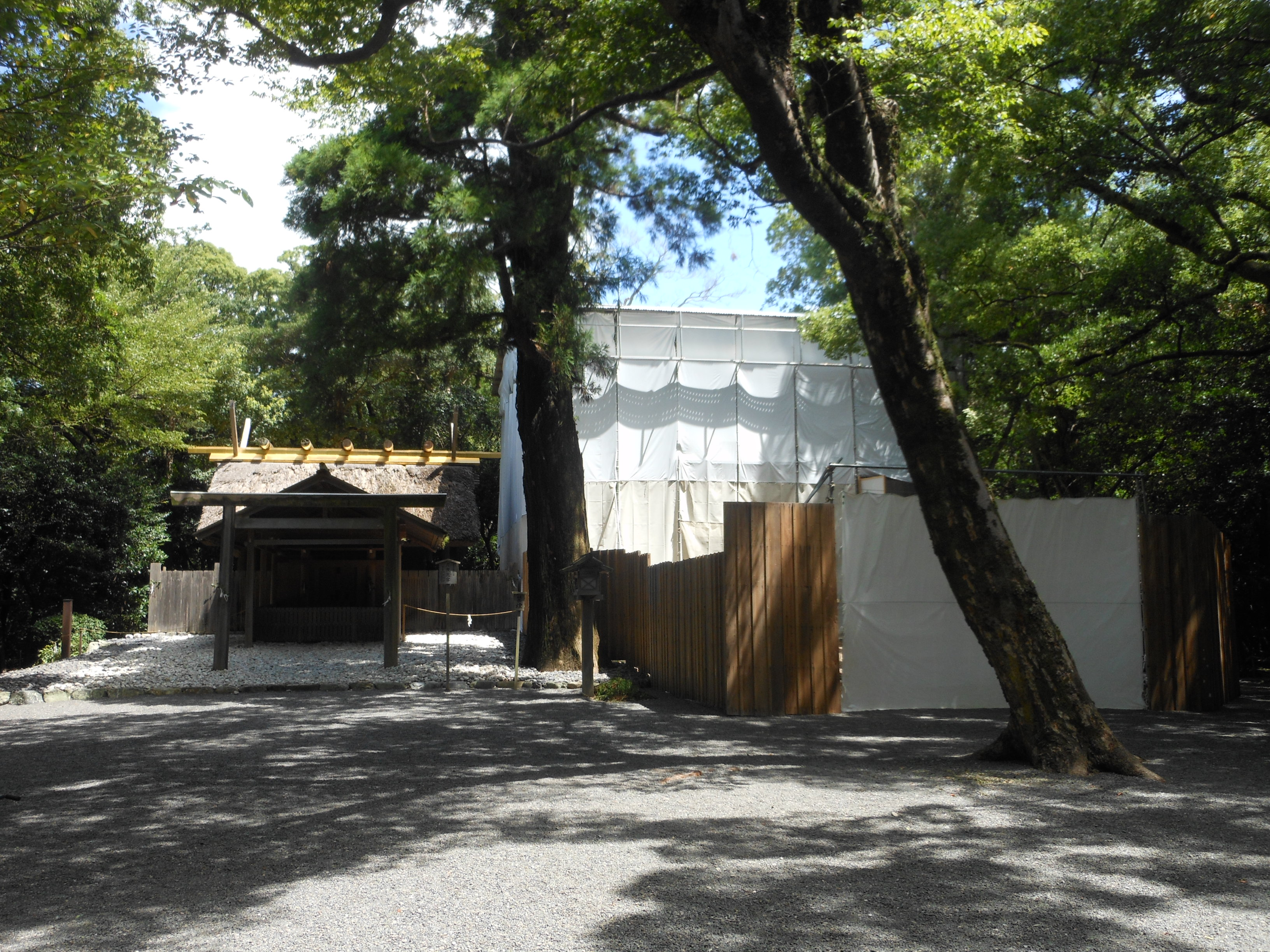
立柱祭を控えた月夜見宮（2014年8月11日撮影）
左側が当時の社殿、右側が建設中の社殿

月夜見宮の第62回式年遷宮の諸祭と日程は以下の通りである。
2014年
- 8月20日 - 立柱祭（りっちゅうさい）・上棟祭（じょうとうさい）
- 10月5日 - 檐付祭（のきつけさい）
- 11月5日 - 甍祭（いらかさい）

2015年
- 2月26日 - 御戸祭（みとさい）・御船代奉納式（みふなしろほうのうしき）・洗清（あらいきよめ）
- 2月27日 - 杵築祭（こつきさい）・後鎮祭（ごちんさい）・川原大祓（かわらおおはらい）
- 2月28日 - 御飾（おかざり）・遷御（せんぎょ）
- 3月1日 - 大御饌（おおみけ）・奉幣（ほうへい）

上記のうち、立柱祭・上棟祭・杵築祭・後鎮祭・遷御・奉幣は、今上天皇による御治定（ごじじょう、日程の御定め）に基づく。なお、2015年2月22日にお白石持行事が催行され、宮後奉献団約1,000人が浦口交差点から月夜見宮までの1.2kmを御白石を積んだ奉曳車を曳きながら進んだ。これにて別宮のお白石持行事はすべて終了した。

## 境内
- 月夜見宮 - 伊勢神宮豊受大神宮（外宮）の別宮。社殿は外宮に準じ外削ぎの千木と、5本で奇数の鰹木を持つ萱葺の神明造で南面している。遷宮のための古殿地は東西に隣接している。外宮に準じ、20年に一度遷宮が行われる。その昔、月夜見宮の所在地の宮後町の民が役木を曳いて八日市場町にさしかかったときに宮後町で火事が起き、曳き手が消火のため帰ってしまったので、八日市場町の民が代わって役木を曳き、それ以来御木曳初式（おきひきぞめしき）では八日市場町の民が月夜見宮に役木を奉曳することになったとの伝承がある。
- 高河原神社 - 祭神：月夜見尊御魂（つきよみのみことのみたま）。月夜見宮の境内にあるが伊勢神宮豊受大神宮（外宮）の摂社である。
- 稲荷社
- 宿衛屋

## 神路通り

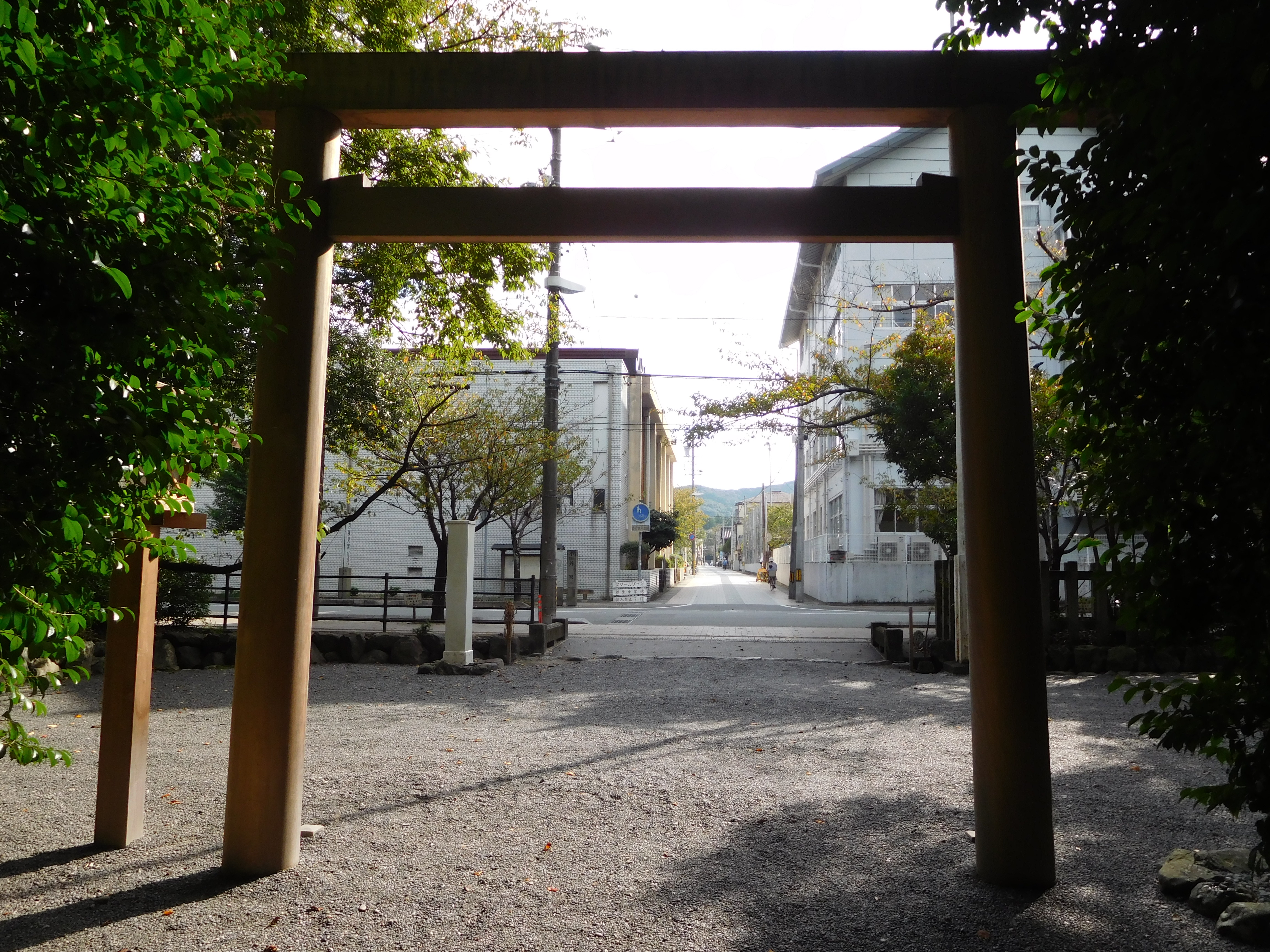
神路通り

外宮の北御門（きたみかど）から月夜見宮までの、幅員4m程度の1直線の道は「神が通る道」とされ、「神路通り（かみじどおり）」と呼ばれる。神路通りの項目を参照。

## 信者団体
1960年（昭和35年）に伊勢市在住の崇敬者を中心に月夜見講が発足され、のちに月夜見宮奉賛会と改称した。月夜見宮奉賛会は毎年4月と9月の19日に神恩感謝の祭を行うなどの活動をしている。

## 交通
- JR参宮線・近鉄山田線伊勢市駅から徒歩約10分[1][6]。
- 外宮北御門口から神路通り経由で徒歩約5分[3][15]。
- 三重交通新道バス停下車徒歩約3分、伊勢市コミュニティバス「おかげバス」月夜見宮前バス停下車すぐ[16]
- 伊勢自動車道伊勢インターチェンジから約3km
- 駐車場：鳥居前には2-4台しか駐車できないが、南面する道路にパーキングメーターがある。